# Juan Manuel Ramos
Juan Manuel Ramos Pintos (Durazno, 11 de diciembre de 1996) es un futbolista uruguayo que juega como lateral izquierdo en el Club Plaza Colonia de la Primera División de Uruguay.

## Trayectoria
Debutó como profesional el 24 de diciembre de 2014, con 18 años recién cumplidos, en las filas del Catania contra Cittadella en la fecha 20 de la Serie B, en el Estadio Piercesare Tombolato; a pesar de ser su primer partido, jugó de titular sin ser sustituido pero perdieron 3 a 2.
El 20 de agosto de 2015 convirtió su primer gol oficial, fue contra Cesena, pero perdieron 4 a 1 y quedaron eliminados de la Copa Italia.

## Estadísticas

### Clubes
Actualizado al último partido disputado el 7 de junio de 2023.
| Club                    | Div.          | País          | Año           | Part. | Goles |
| ----------------------- | ------------- | ------------- | ------------- | ----- | ----- |
| Catania Calcio          | 2.ª           | Italia        | 2014-2017     | 3     | 1     |
| Casertana FC (cedido)   | 3.ª           | Italia        | 2014-2017     | 36    | 1     |
| Parma Calcio 1913       | 2.ª           | Italia        | 2017-2019     | 0     | 0     |
| Cosenza Calcio (cedido) | 3.ª           | Italia        | 2018          | 12    | 0     |
| Trapani Calcio (cedido) | 3.ª           | Italia        | 2018-2019     | 20    | 1     |
| Spezia Calcio           | 2.ª           | Italia        | 2019-2021     | 27    | 0     |
| C. A. Peñarol           | 1.ª           | Uruguay       | 2021-2023     | 57    | 5     |
| Boston River            | Uruguay       | 2024          |               |       |       |
| Club Plaza Colonia      | Uruguay       | 2025-presente |               |       |       |
| Total carrera           | Total carrera | Total carrera | Total carrera | 173   | 8     |

## Palmarés

### Títulos nacionales
| Título             | Club (*)      | Sede    | Año  |
| ------------------ | ------------- | ------- | ---- |
| Torneo Clausura    | C. A. Peñarol | Uruguay | 2021 |
| Primera División   | C. A. Peñarol | Uruguay | 2021 |
| Supercopa Uruguaya | C. A. Peñarol | Uruguay | 2022 |
| Torneo Apertura    | C. A. Peñarol | Uruguay | 2023 |